# Forest City, Illinois
Forest City là một làng thuộc quận Mason, tiểu bang Illinois, Hoa Kỳ. Năm 2010, dân số của làng này là 246 người.

## Dân số
Dân số qua các năm:
- Năm 2000: 287 người.
- Năm 2010: 246 người.